# エドセル・フォード
エドセル・ブライアント・フォード（Edsel Bryant Ford, 1893年11月6日 -1943年5月26日）は、アメリカの実業家ヘンリー・フォードとその妻クララ・ジェーン・ブライアント・フォードの息子で、アメリカの実業家・慈善家である。1919年から1943年に没するまでフォード・モーター・カンパニーの社長を務めた。
彼は唯一の後継者として父ヘンリーと密接に仕事をしていたが、1920年代には陳腐化していたT型フォード（ブリキのリジー）よりも自分の好みに合わせた刺激的な車を開発したいと考えた。しかし社長職を退いても実質的社主として強権を振るうことをやめないヘンリーの説得に苦労した。
市場の状況変化を把握して、1927年にはモデルTの後継型となる新型車モデルAの開発に携わり、近代化されファッショナブルなスタイリングを実現した。また、エドセルは中級車種マーキュリー部門を設立し（1938年）、量産型高級車リンカーン・ゼファーと、ゼファーを元にした高級パーソナルカー、リンカーン・コンチネンタルの開発・発売を主導するなど、中級・高級車部門が手薄であったフォード社のフルライン化を実現した。さらに鋼製ボディ、油圧ブレーキなどの重要な機能を導入し、海外生産を大幅に強化した。
エドセルはデトロイトの芸術の大規模な支援者であり、リチャード・バード提督の極地探検にも資金を提供した。
エドセルは49歳で胃癌で没した。フォード社の社長職は父ヘンリーが一時的に復帰した後、エドセルの長男ヘンリー・フォード2世に引き継がれた。

## 人生と経歴

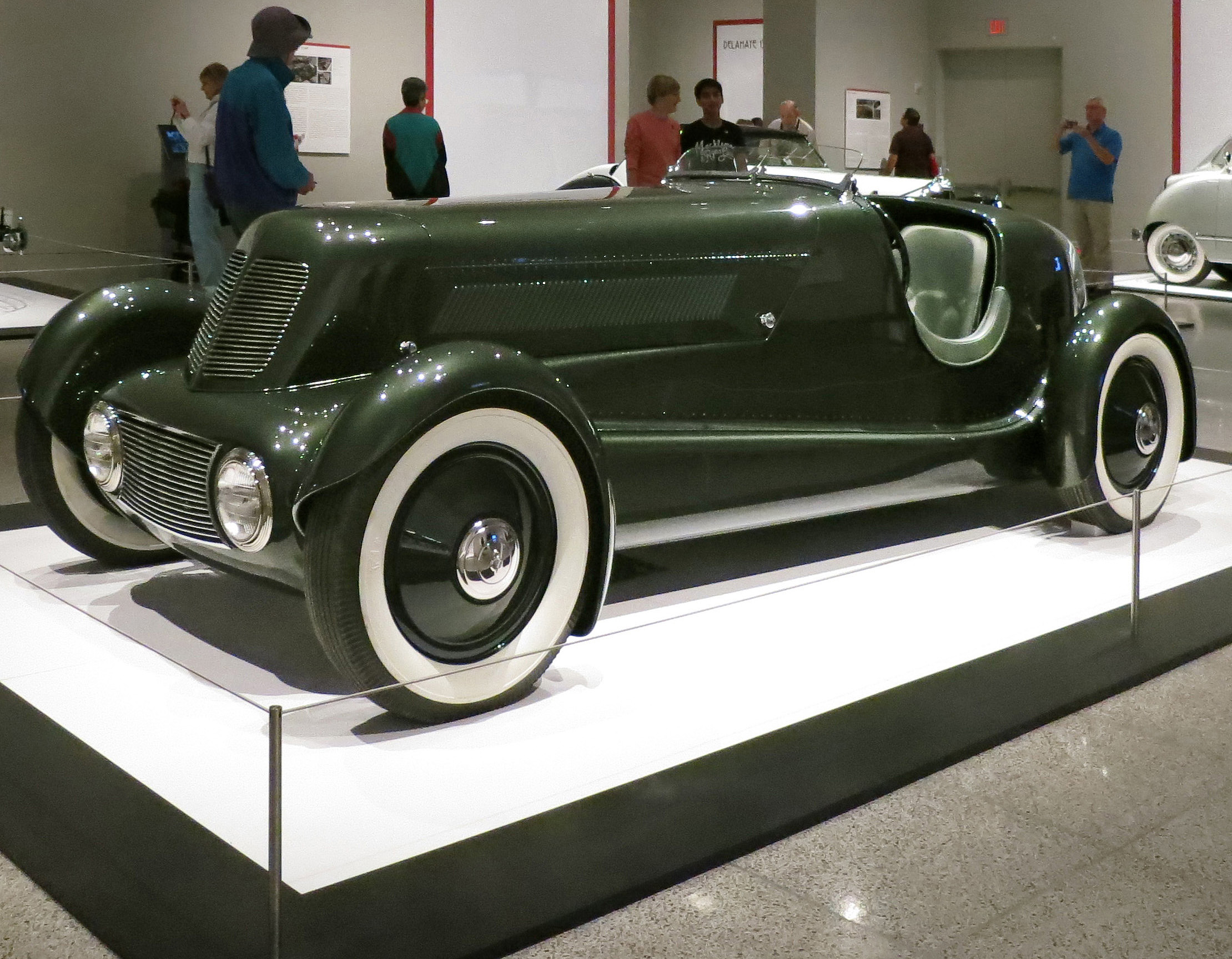
エドセル・フォードのモデル40スペシャル・スピードカー

エドセル・フォードは1893年11月にデトロイトで生まれた。彼はクララとヘンリー・フォードの一人息子で、ヘンリー・フォードの最も親しい幼馴染の一人であるエドセル・ルディマンにちなんで名付けられた。
家業の自動車会社の後継者として育てられた彼は、父親と共に車に触れながら成長した。1915年にフォードの秘書となり、1916年11月1日にデパートオーナージョセフ・ロージアン・ハドソンの姪であるエレノア・ロージアン・クレイ（1896年-1976年）と結婚した。エドセル夫妻には4人の子供がいた。ヘンリー・フォード2世（1917年-1987年）、ベンソン・フォード（1919年-1978年）、ジョセフィン・クレイ・フォード（1923年-2005年）、ウィリアム・クレイ・フォード (1925年-2014年）である。 彼らはデトロイトのインディアン・ビレッジ地区にあるイロコイス・ストリート2171番地に家を構えていた。
エドセルはコネチカット州レイクヴィルのホッチキス・スクールとデトロイト・ユニバーシティ・スクール（現・ユニバーシティ・リゲット・スクール）に通った。彼の家族は両校に寄付をした。ホチキスの学校図書館はエドセル・フォード記念図書館と名付けられている。
若きフォードは、父親以上に華麗なスタイリングの自動車に興味を示した。フォード社が1922年にリンカーン・モーター・カンパニーを買収したこともあって、この傾向が強まった。彼のスポーツカーへの愛着は、彼の自家用車にも表れていた。エドセルはアメリカに輸入された最初のMGモーターカーを購入した。1932年には、フォード初の低コストV型8気筒エンジンである新型V8を搭載し、フォードのデザイナーであるE.T. (ボブ) グレゴリーがカスタムデザインしたアルミ製のボートテールのスピードスターを所有した。この車は1976年のアメリア島コンクール・デレガンスでオークションに出品された。
1919年にフォードの社長になった後、T型に代わる新型車の導入を提案したが父親に何度も反対された。市場シェアの低下に伴い、ついに新型車A型の投入が避けられなくなった。
1927年のA型の開発では、ヘンリー・フォードは自らのポリシーのもとに機械的な品質と信頼性の確保に取り組んだが（モデルAのシャーシやエンジンの設計自体は、モデルTの構成の大幅な強化型であった）、デザイナーのヨゼフ・ガラムの補助を借りて息子にボディを担当させた。モデルAのスタイリングは、当時のリンカーン・モデルLに大きく影響を受けて洗練されたものとなった。また、エドセルはこのモデルに（T型の後ろ2輪のみのブレーキと、バンド締め付けで動作する遊星歯車2速に代わり）、同業他社並みの4輪機械式ブレーキと擦動ギア切り替えの3速/4速トランスミッションを搭載する事を父親に説得した。A型は商業的な成功を収め、4年間で400万台以上を販売した。
社長としてのエドセル・フォードは、重要案件について父ヘンリーと意見が合わない事が多く、父親から公の場で恥をかかされる事もあった。 父子の関係は常に親密であったが、常に不健全な側面があった。 
そのキャリアを通じて常に老ヘンリー・フォードの理不尽な圧力を受けながらも、エドセルはフォード社に後年まで受け継がれる、多くの永続的な変化を導入することに成功した。彼は中級乗用車のマーキュリー部門を設立、命名した。彼はリンカーン・ゼファーとリンカーン・コンチネンタルの責任者であり、ボブ・グレゴリーのデザインを介して、後年に至るリンカーン車の（同時期のキャディラックよりも抑制され上品な）デザインポリシーを確立した。エドセルはフォード・モーターの海外生産を大幅に強化し、またヘンリー・フォードの保守主義が災いして立ち遅れていたフォード車の近代化に取り組んだ。量産型全鋼製ボディや油圧ブレーキの導入などは、エドセルがリンカーン車で先行導入してフォードにも取り入れた技術である。エドセルは戦時中も戦後型モデルのプランをボブ・グレゴリーと練っており、エドセル没後の1948年に発表された1949年型マーキュリーのデザインは彼らのデザインコンセプトの産物である。

## 第二次世界大戦
フォード・モーターはアメリカが掲げた「民主主義の兵器廠」を実現する上で重要な役割を果たした。エドセルは会社を率いて、B-24を生産するフォードの広大なウィローラン工場で、1時間に1機の爆撃機を生産するという目標を立てた。 この仕事のストレスが原因でエドセルは致命的な病気になったと言われている。

## 死と遺産
エドセル・フォードは、転移性の胃癌とブルセラ症を発症した。エドセルは1943年にグロース・ポイント・ショアーズの湖畔の自宅ゴークラー・ポイントで49歳で没した。エドセル・フォードの無議決権株式はすべて、7年前に父親と一緒に設立したフォード財団に遺言書の成文で寄付された。彼はミシガン州デトロイトのウッドローン墓地に埋葬されている。
エドセル・フォードの子供たちはそれぞれフォード・モーターの多額の株式を相続し、3人の息子たちは全員家業に従事していた。ヘンリー・フォード2世は1945年9月21日に祖父の後を継いでフォードの社長となった。
エドセル・フォードは、デトロイトの歴史の中で最も重要な芸術の後援者の一人であった。デトロイト芸術委員会の会長として、彼はディエゴ・リベラにデトロイト美術館（DIA）の有名なデトロイト産業の壁画を描くよう依頼した。 彼はアフリカ美術の初期のコレクターであり、彼の貢献はDIAのオリジナルのアフリカ美術コレクションの中核の一部となった。彼の死後も、彼の家族は多大な貢献を続けた。
彼は1926年にリチャード・バード提督が北極点を越えた歴史的な飛行を含む、探検隊の資金を援助した。バードは彼の南極大陸探検でもエドセルの資金援助を受け、フォード山脈に彼の名を冠した。他の南極へのオマージュとしては、フォード山塊、フォード・ヌナタクス、フォード山頂などがある。
デトロイト都市圏のインターステート94は、エドセル・フォード・フリーウェイと名付けられている。
1957年9月、フォード・モーターは、エドセルと呼ばれる新しい自動車部門を立ち上げた。エドセル部門には、エドセル・サイティーション、エドセル・コルセア、エドセル・ペーサー、エドセル・レンジャー、エドセル・バミューダ、エドセル・ヴィレジャー、エドセル・ラウンドアップの各車種が含まれていた。エドセル部門は、商業的に大きな失敗をしたと記憶されている。初年度はそれなりに売れたが、1960年モデルが登場して間もなくエドセル部門は廃止された。

## エドセルとエレノア・フォードの家

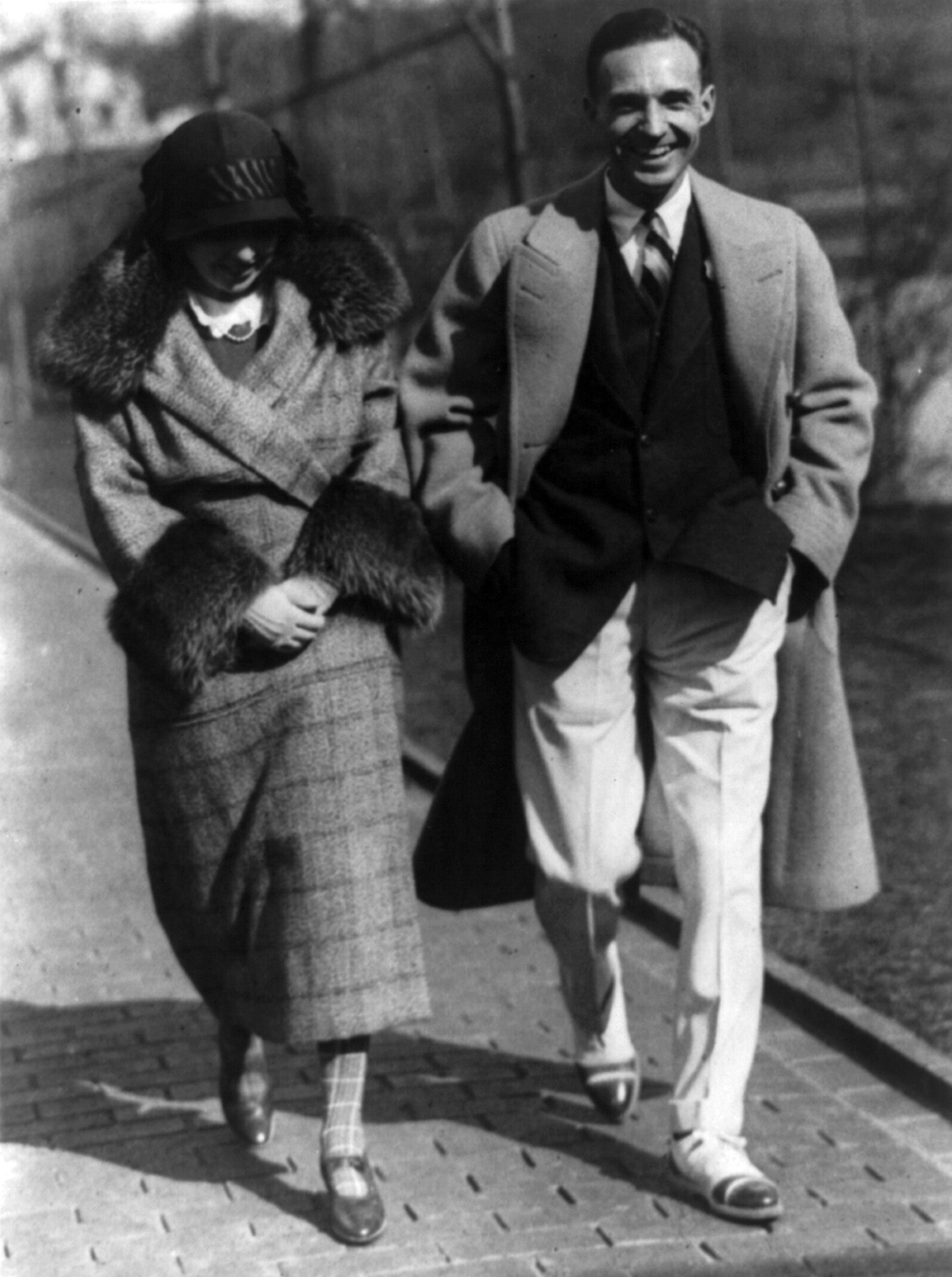
エレノアとエドセル・フォード、 1924年

1929年、フォード一家は、ミシガン州グロース・ポイント・ショアーズのセントクレア湖の湖畔にある、アルバート・カーン設計の新居「ゴークラー・ポイント」に引っ越した。敷地内の庭園は、環境デザイナーのイェンス・イェンセンが伝統的なロングビューで設計したもので、長い草原を下ると、ドライブの先に家全体が見えるようになる前に、訪問者は邸宅を垣間見ることができる。
また、彼はメイン州のマウントデザート島のシールハーバーにあるエドセルとエレノアの夏の別荘スカイランズの庭園も設計した。 イエンセンは1922年から1935年にかけて、ミシガン州の他の2つの住宅、ヘブンヒルの設計を行った 。 ヘブンヒルは現在、ミシガン州南東部のホワイトレイク・タウンシップ近くのハイランド・レクリエーション・エリア内にあり、ミシガン州の歴史的建造物と州の自然保護区の両方に指定されている。イエンセンの景観要素は、樹木、植物、動物の多様性と美学、歴史、自然を組み合わせたものである。
1943年、エドセル・フォードはゴークラー・ポイントで没した。妻のエレノアは1976年に没するまでここに住み続けた。彼女の願いはこの敷地を「公共の利益のため」に使用する事であった。エドセルとエレノア・フォードの家は現在一般公開されている。 87エーカー（35.2ヘクタール）の敷地にあるこの家には、フォード家のオリジナルの骨董品や美術品の優れたコレクションと湖畔の歴史的な景観の敷地がある。現在はツアー、授業、講演会、特別イベントなどが開催されている。この敷地はアメリカ合衆国国家歴史登録財に指定されている。